# دستي بيكر
دستي بيكر (بالإنجليزية: Dave Martinez)‏ هو لاعب كرة قاعدة أمريكي، ولد في 15 يونيو 1949 في ريفرسايد في الولايات المتحدة.

## وصلات خارجية
- دستي بيكر على موقع دوري كرة القاعدة الرئيسي (الإنجليزية)
- دستي بيكر على موقعبيزبول رفرنس.كوم (الدوري الرئيسي) (الإنجليزية)
- دستي بيكر على موقعبيزبول رفرنس.كوم (الدوري الثانوي) (الإنجليزية)
- دستي بيكر على موقع إي إس بي إن.كوم (أم.أل.بي) (الإنجليزية)
- دستي بيكر على موقع مشجعي الرسوم البيانية (الإنجليزية)
- دستي بيكر على موقع إن إن دي بي (الإنجليزية)